# Gynautocera
Gynautocera là một chi bướm đêm thuộc họ Zygaenidae.

## Các loài
- Gynautocera buruensis
- Gynautocera celebensis
- Gynautocera djilolensis
- Gynautocera fraterna
- Gynautocera papilionaria
- Gynautocera pavo
- Gynautocera philippinensis
- Gynautocera philomela
- Gynautocera rara
- Gynautocera reducta
- Gynautocera rubriscutellata
- Gynautocera selene
- Gynautocera virescens
- Gynautocera zara